# Juventí Folgar i Ascaso
Juventí Folgar i Ascaso, que actuà amb el nom de Tino Folgar (Barcelona, 25 de gener de 1892 - Buenos Aires, 31 de desembre de 1982), fou un tenor català.
Va néixer a Barcelona i se'l va inscriure amb els noms de Joventino Nicolás Ramón, fill de Juan Folgar Araujo, de Aldea del Obispo (Salamanca), i de Luisa Ascaso Jordán, de Majones (Osca).
En notar les seves extraordinàries facultats, un familiar va tramitar i va aconseguir una audició al Conservatori del Liceu de Barcelona. El va escoltar el mestre Joaquim Vidal Nunell, que també tenia dues alumnes que després serien grans figures: Mercè Capsir i Conxita Badia. Després d'escoltar-ho va quedar summament complagut dient-li que la veu era valuosa i amb una gran semblança amb la del gran tenor Giuseppe Anselmi. Debutà el 1922 a l'Orfeó Gracienc amb La Bohème. L'èxit va ser total i el dia 5 de juny del mateix any la tornaria a representar al Teatre Tívoli.
Actuà sovint a Itàlia i als Països Baixos, on el 1925 assolí un èxit notable. El 1929 enregistrà un Rigoletto sencer, però des d'aleshores interpretà sobretot sarsuela i comèdies musicals a l'estat espanyol i a l'Amèrica del Sud. Assolí una gran popularitat amb La canción del día (1932), un dels primers films sonors del cinema espanyol. Establert els anys cinquanta a Buenos Aires, hi fundà i dirigí una acadèmia de cant.